# Halla Tómasdóttir
Halla Tómasdóttir (Reykjavík, 11 ottobre 1968) è una manager e politica islandese, settima Presidente dell'Islanda, in carica dal 1º agosto 2024.
Il 1º giugno 2024 ha vinto le elezioni presidenziali islandesi, sconfiggendo l'ex primo ministro Katrín Jakobsdóttir con un margine di circa 10 punti percentuale. La sua campagna si è concentrata su questioni come gli effetti dei social media sulla salute mentale dei giovani, lo sviluppo del turismo e il ruolo dell'intelligenza artificiale. È la terza  donna a divenire presidente, dopo Vigdís Finnbogadóttir.

## Biografia
Halla Tómasdóttir è cresciuta a Kópavogur. Ha vissuto per dieci anni negli Stati Uniti, dove ha lavorato per le società Mars e PepsiCo, e per quasi due anni nel Regno Unito e in Danimarca.  Ha conseguito un MBA presso la Thunderbird School of Global Management a Glendale, in Arizona.

## Attività economica
Dal 2006 al 2007 Halla è stata direttrice generale della Camera di commercio islandese (Viðskiptaráð Íslands). Nel 2007, ha fondato con il banchiere Kristín Pétursdóttir la società finanziaria e di investimento Audur Capital (Auður Capital in islandese), che dichiarava di portare "valori femminili" nel mondo finanziario e di investire in progetti sostenibili. Dopo lo scoppio della crisi finanziaria islandese del 2008-2011, Audur Capital è stata una delle poche aziende nel settore finanziario islandese a realizzare ancora profitti. Halla Tómasdóttir e Kristín Pétursdóttir hanno ricevuto un Cartier Women's Initiative Award nel 2009 per il loro progetto. Nel 2014 Audur Capital si è fusa con il fornitore di servizi finanziari Virðing, fondato nel 1999.

## Attività politica

### Elezioni presidenziali del 2016
Nel marzo 2016, Halla Tómasdóttir ha dichiarato che si sarebbe candidata alle elezioni presidenziali. Secondo il sito web della sua campagna elettorale, voleva lavorare per una società giusta in cui "le persone e la natura vengono prima di tutto".  Nei sondaggi elettorali, il sostegno per Halla Tómasdóttir è stato per lungo tempo nell'ordine di una cifra, ma nelle settimane precedenti la data delle elezioni era aumentato e in un'analisi di diversi sondaggi a partire dal 5 giugno era pari al 7,5%. Secondo un altro sondaggio condotto dall'Istituto di ricerca sulle scienze sociali dell'Università dell'Islanda (Félagsvísindastofnun HÍ), il sostegno per Halla è aumentato al 12,3%. Già in un sondaggio condotto dall’Istituto MMR dal 22 al 26 aprile (quando il presidente in carica Ólafur Ragnar Grímsson era ancora considerato un candidato e Guðni Th. Jóhannesson non aveva ancora annunciato la sua candidatura), aveva ottenuto l’8,8%.
Con il 27,9% dei voti, Halla Tómasdóttir è giunta seconda nei risultati elettorali dopo il vincitore delle elezioni Guðni Jóhannesson (39,1%). Un risultato che è stato comunque considerato sorprendente dal momento che i sondaggi più recenti avevano previsto per lei non più del 18,6%.

### Elezioni presidenziali del 2024
Nel marzo 2024, Halla Tómasdóttir ha annunciato che si sarebbe candidata alle elezioni presidenziali islandesi del 2024. Il presidente in carica, Guðni Th. Jóhannesson, non si è candidato per un secondo mandato. Halla è stata tra i dodici candidati ammessi. Analogamente alle elezioni del 2016, il sostegno a Halla Tómasdóttir nei sondaggi elettorali è aumentato, partendo da valori inizialmente bassi di una cifra. In un sondaggio condotto dall'Istituto Maskína il 23 maggio 2024 era al secondo posto con il 18,6%, dopo la candidata al primo posto, l'ex primo ministro Katrín Jakobsdóttir (25,7%), e davanti a Baldur Þórhallsson (18,2%).
Halla ha vinto le elezioni presidenziali con il 34,3% dei voti. Al secondo posto si è classificata Katrín Jakobsdóttir con il 25,2% dei voti, al terzo posto Halla Hrund Logadóttir con il 15,5%. Halla Tómasdóttir è entrata in carica il 1º agosto 2024.

## Vita privata
Halla Tómasdóttir è sposata con Björn Skúlason ed ha due figli; dal 2016 vive a Kópavogur. Oltre all'islandese, parla correntemente l'inglese, lo spagnolo, il tedesco e le lingue scandinave.

## Premi
- Cartier Women's Initiative Awards[5]